# Saint-Paul-en-Born

Saint-Paul-en-Born este o comună în departamentul Landes din sud-vestul Franței. În 2009 avea o populație de 795 de locuitori.

## Evoluția populației
| An        | 1975 | 1982 | 1990 | 1999 | 2006 | 2009 |
| --------- | ---- | ---- | ---- | ---- | ---- | ---- |
| Populație | 477  | 460  | 597  | 602  | 693  | 795  |